# Ілеана Де Круз
Ілеана де Круз (англ. Ileana D Cruz; нар. 1 листопада 1986, Мумбаї, Індія) — індійська акторка та модель, яка знімається переважно у фільмах мовами телугу та гінді. Перший же фільм, «Девдас», приніс їй Filmfare Awards South за найкращий дебют. Другий — «Озброєний і дуже небезпечний» став найкасовішим, знятий мовою телугу. Надалі, здобувши звання провідної акторки Толлівуду, вирішила спробувати себе в кіно на гінді. Її першу роль у Боллівуді у фільмі «Барфі!» відзначено премією Filmfare Award за найкращу дебютну жіночу роль.

## Життєпис
Ілеана де Круз народилася в Бомбеї (Мумбаї) 1 листопада 1987 року і була названа на честь Єлени Троянської. Її батько Рональд — католик, працював інженером у доках, а мати Саміра — мусульманка, яка прийняла християнство. Є брат Рис та дві сестри: Фара і Ейлін. Приблизно в 10 років вона з родиною переїхала на Гоа і жила там протягом 7 років.
У кіноіндустрії акторка має прізвисько «Красуня Гоа» (англ. Goan beauty).

## Кар'єра

### У південно-індійському кіно
Коли вона навчалася в 12-му класі, менеджер готелю, в якому її мати працювала керівницею, запропонував Ілеані спробувати себе в модельному бізнесі і влаштував зустріч з колишньою моделлю Марком Робінсоном. Той порадив їй зробити портфоліо, завдяки якому в 2003 році вона уклала контракт з Hyatt Hotels Corporation в Гоа. Потім її сім'я вирішила повернутися до Мумбаї, де Ілеана знялася в рекламі Electrolux, Emami та крему, що освітлює шкіру Fair and Lovely.
Після цього вона отримала кілька пропозицій роботи в кіно на гінді і була запрошена на прослуховування у фільм на телугу режисера Теджа. Проте проєкт був скасований, та де Круз підписала контракт на фільм «Девдас» з дебютантом Рамом у головній ролі. Режисер вибрав її попри те, що вона не знала мови, не вміла грати на камеру і танцювати. Перед початком зйомок дівчина записалася на акторські курси, щоб дізнатися хоч трохи теорії. «Девдас» вийшов на початку 2006 року, і критики добре відгукувалися про гру акторки, хоча й робили більший акцент на її чудовій фігурі, а кіноспільнота преміювала її статуеткою Filmfare Awards South за найкращий дебют.
Ще під час зйомок першого фільму її затвердили на роль у тамільському фільмі продюсера А.М. Ратнама і телузькому — режисера Пурі Джаганнатха. Останній з них, бойовик «Озброєний і дуже небезпечний» з Махешем Бабу вийшов у квітні і, побивши всі попередні рекорди Толлівуду за зборами, протримався на екранах кінотеатрів понад рік.
У ньому вона зіграла молоду викладачку аеробіки, яка закохується в бандита, який врятував її від домагань корумпованого поліцейського.
У рецензії на фільм зазначалося, що де Круз просунулася в акторській майстерності порівняно з її попередньою роботою. Її тамільський дебют Kedi, навпаки, провалився в касі, однак Шьям Баласубраманіам з Rediff.com у своєму відгуку назвав її спокійну рівну гру найкращою частиною фільму після гри Таманни. Наприкінці року на екрани вийшли ще дві її роботи: Khatarnak з Раві Теджою та «Ракхі» з НТР молодшим. І якщо перший фільм провалився в прокаті, то другий мав помірний комерційний успіх і його добре зустріли критики. Де Круз чудово показала себе під час сцени, в якій вона підтримує рішення свого коханого одружитися з іншою.
У 2007 році вона з'явилася в парі з Прабхасом у бойовику «Мунна», зігравши студентку коледжу, яка стала каменем спотикання між двома братами. У відгуку з Idlebrain.com було висловлено жаль про те, що роль Ілеани у другій половині фільму зводилася до появи в музичних номерах.
Іншим фільмом цього року стала «Гра» із Сіддгартом, де її героїня змушена ховатися від розбещеного вседозволеністю сина міністра. Почавши не дуже вдало, фільм з часом набрав обертів. Згідно рецензії акторка чудово відіграла свою роль і була так само гарною, як у двох перших фільмах.
Майже через рік на екрани кінотеатрів вийшов фільм Трівікрама Шрініваса «Забава» з Паваном Кальяном, де Круз зіграла дівчину, яка, домігшись любові хлопця, дізнається, що він — колишній коханий її старшої сестри. Картина стала найбільшим касовим хітом року на телугу. IndiaGlitz зазначив, що акторка «добре попрацювала в любовних сценах з Паваном. Вони виглядали, як справжня пара».
Її зусилля були винагороджені премією Santosham за кращу жіночу роль. Того ж року вона знялася з Таруном у фільмі Віджаї Бгаскара Bhale Dongalu. Картина зібрала середню касу і змішані відгуки, але її гру оцінили позитивно.
Ще через рік у прокат вийшов комедійний бойовик Сурендера Редді «Той, що шукає азарту». Він не тільки став хітом,
але дозволив Ілеані продемонструвати крім краси також й акторські навички. Потім пішли «Крадіжка» з Нітіном, що обернулася провалом, і настільки ж невдалий Saleem з Вішну Манчу. Всі старання де Круз не компенсували слабкий сценарій обох фільмів.
У 2010 році її єдиною роботою стала поява в ролі камео в музичному номері фільму Huduga Hudugi на каннада.
Навесні наступного року вона вдруге поділила екранний простір з НТР у фентезі-бойовику Мехера Рамеша «Сила Шакті», зігравши свавільну доньку міністра, що втекла з дому. Фільм мав величезний для Толлівуда бюджету в 450 млн рупій
і агресивну рекламну кампанію, проте з тріском провалився в прокаті.
Критики залишилися не в захваті як від фільму, так і від гри Ілеани. Rediff.com написала, що вона «не робить нічого, окрім як красиво виглядає і повторює декілька стандартних виразів».
Повторний досвід співпраці з режисером Пурі Джаганатхом і дует з Раною Даггубаті у фільмі «Я твоя відьма» також не мали успіху.
The Times of India відгукнулася про неї словами: «вона виглядала настільки надзвичайно протягом усього фільму, що можна проігнорувати її посередні акторські навички». Того ж року в пресі також з'явилися повідомлення про те, що акторка зіграє в парі з Раджінікантом у новому фільмі К.С. Равікумара, проте інформація не підтвердилась, а фільм у підсумку вийшов у прокат з іншими акторками.

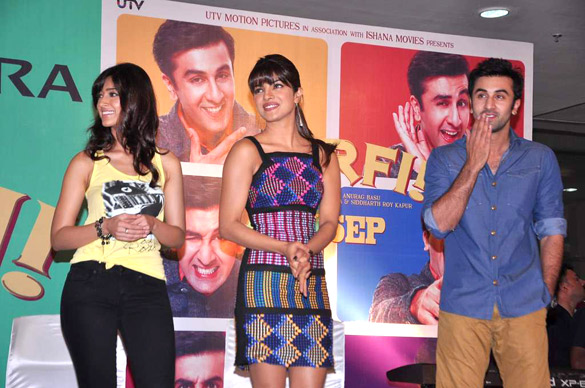
Ілеана, Пріянка і Ранбір просувають «Барфі!»

Удача посміхнулася їй у 2012 році з виходом тамільського рімейку «Трьох ідіотів», фільму «Друг», який став одним з найбільших хітів року. Під час зйомок на одній з репетицій акторка потягнула м'яз стегна, через що не могла ходити протягом чотирьох днів, але потім продовжила зйомки.
Times of India зазначила, що у фільмі де Круз «має приголомшливу взаємодію з Віджаєм, а сцена, де вона вривається до його кімнати гуртожитку вщент п'яною набагато краща, ніж аналогічна з Кариною Капур в оригіналі». Отриманий гонорар за фільм в 15 млн рупій зробив де Круз однією з найбільш високооплачуваних акторок Південної Індії.
Її другий фільм з режисером Трівікрамом Шрінівасом, «Нероба» в парі з Аллу Арджуном, також мав надзвичайний успіх у прокаті.
Але третя робота спільно з Пурі Джаганатхом та Раві Теджей Devudu Chesina Manushulu, де вона зіграла водія таксі, провалилася.
Останнім релізом 2012 року для Ілеани став її дебютний фільм на гінді «Барфі!» режисера Анурага Басу, головні ролі в якому зіграли Ранбір Капур та Пріянка Чопра. Щоб гармоніювати з ними на екрані, їй довелося скинути шість кілограмів. Таран Адарш з Bollywood Hungama написав про актрису у своїй рецензії: «Вона все робить із легкістю, впевненістю, пишністю і доброчесністю, а це нелегка справа за будь-якими мірками». За свою роль Ілеана де Круз була номінована на Filmfare Award за кращу жіночу роль другого плану і отримала кілька премій за кращий дебют.

### У Боллівуді
Після успіху «Барфі!» акторка повністю зосередилася на роботі в Боллівуді. У 2013 році вона знялася у фільмі «Герой з плаката» Раджкумара Сантоши разом з Шахідом Капуром, а в 2014 — «Я твій герой» з Варуном Дхаваном і «Щасливий кінець» з Саїф Алі Ханом. Останній, отримавши змішані відгуки критиків, провалився в прокаті.
Були повідомлення про те, що вона повернеться в кінематограф телугу, з'явившись в item-номері фільму «Син Сатьямурті», але цього не сталося.
Не підтвердилася також інформація, що акторка з'явиться в «Фанат» разом з Шахрух Ханом. За іншими повідомленнями де Круз мала зіграти головну жіночу роль у новому фільмі Джекі Чана.
Нарешті, вона повернулася на екрани в серпні 2016 року в кримінальному трилері Rustom з Акшаєм Кумаром у головній ролі. Критики зійшлися на тому, що вона була не погана, але її роль обмежувалася демонстрацією «краси і сліз каяття».
У 2017 році вона зіграла кохану одного з близнюків у виконанні Арджуна Капура в комедії Mubarakan і спадкоємицю королівської сім'ї в бойовику Baadshaho з Аджаєм Девганом. Обидва фільми провалилися в прокаті і отримали змішану оцінку критиків. Таку Bollywood Hungama зазначив, що де Круз «виглядає гламурно і впевнено виконує свою роль» та «з легкістю домінує в першій половині [фільму]». Акторка також погодилася на головну роль у фільмі Batti Gul Meter Chalu з Шахідом Капуром, але пішла з проекту через нестикування у графіку, а її місце зайняла Ямі Гаутам.
У 2018 році за її участю вийшов фільм Raid, в якому вона зіграла в парі з Аджаєм Девганом. Фільм мав комерційний успіх і отримав позитивну оцінку критиків. У даний момент де Круз знімається у фільмі Amar Akbar Anthony в парі з Раві Теджей. Цей фільм стане для неї поверненням у кіно на телугу після шестирічної перерви.

## Фільмографія
| Рік  |   | Українська назва             | Оригінальна назва               | Роль                 |
| ---- | - | ---------------------------- | ------------------------------- | -------------------- |
| 2006 | ф | Девдас                       | Devadasu                        | Бхануматі            |
| 2006 | ф | Озброєний і дуже небезпечний | Pokiri                          | Шруті                |
| 2006 | ф |                              | Kedi (там.)                     | Арти                 |
| 2006 | ф |                              | Khatarnak                       | Накшатра             |
| 2006 | ф | Ракхі                        | Rakhi                           | Тріпура              |
| 2007 | ф | Мунна                        | Munna                           | Нідхі                |
| 2007 | ф | Гра                          | Aata                            | Сат'я                |
| 2008 | ф | Забава                       | Jalsa                           | Бхагьяматі           |
| 2008 | ф | Шахраї                       | Bhale Dongalu                   | Джотті / Джульєтта   |
| 2009 | ф | Той, хто шукає азарту        | Kick                            | Найна                |
| 2009 | ф | Крадіжка                     | Rechipo                         | Кришнавені           |
| 2009 | ф |                              | Saleem                          | Сатьяварті           |
| 2010 | ф |                              | Huduga Hudugi (канн.)           | камео                |
| 2011 | ф | Сіла Шакті                   | Shakti                          | Айшварія             |
| 2011 | ф | Я твоя відьма                | Nenu Naa Rakshasi               | Мінакші та Шравія    |
| 2012 | ф | Друг                         | Nanban (там.)                   | Рія Сантанам         |
| 2012 | ф | Нероба                       | Julai                           | Мадху                |
| 2012 | ф |                              | Devudu Chesina Manushulu        | Ілеана               |
| 2012 | ф | Барфі!                       | Barfi! (гінді)                  | Шруті Гхош           |
| 2013 | ф | Герой з плакату              | Phata Poster Nikla Hero (гінді) | Каджал               |
| 2014 | ф | Я твій герой                 | Main Tera Hero (гінді)          | Сунайна              |
| 2014 | ф | Щасливий кінець              | Happy Ending (гінді)            | Анчал Редді          |
| 2016 | ф |                              | Rustom (гінді)                  | Сінтія Паврі         |
| 2017 | ф |                              | Baadshaho (гінді)               | Рані Гітанджалі Деві |
| 2017 | ф |                              | Mubrakan (гінді)                | Світі                |
| 2018 | ф |                              | Raid (гінді)                    | Маліні Патнаїк       |
| 2018 | ф |                              | Amar Akbar Anthony (тел.)       |                      |